# Higinio Paredes Ramos
Higinio Paredes Ramos (San Esteban Tizatlán, Tlaxcala, 13 de noviembre de 1896-Fecha y lugar desconocido) fue un marinero y político mexicano, miembro del Partido Revolucionario Institucional (PRI). Fue senador por el estado de Tlaxcala de 1952 a 1958.

## Biografía
Realizó sus estudios básicos en la ciudad de Tlaxcala de Xicohténcatl, fue campesino y maestro rural. Se trasladó al puerto de Veracruz donde laboró en la marina mercante y fundó la Sociedad Cooperativa de Transporte Marítimo, de la que desempeñó como director, fue también asesor del Banco Nacional de Fomento Cooperativo. En 1952 fue elegido Senador por el estado de Tlaxcala en primera fórmula, correspondiendo su ejercicio a las legislaturas de XLII y XLIII que concluyeron en 1958. En ellas fue integrante de las comisiones de Recursos y Bienes Nacionales; de Marina; de Obras Públicas; y presidió la 2a. comisión del Ejido. En 1956 recibió apoyo de partidarios para ser candidato del PRI a gobernador de Tlaxcala en las elecciones de ese año, sin embargo el candidato postulado fue Joaquín Cisneros Molina.
Tras el término de su periodo constitucional, se retiró de la política activa y se volvió a dedicar a las actividades del campo. Su esposa fue Bertha Rangel Solís y una de sus hijas fue Beatriz Paredes Rangel, quien tiene una extensa carrera política que la ha llevado a ser gobernadora de Tlaxcala y presidenta nacional del PRI.